# 가나가와현립 보건복지대학
가나가와현립 보건복지대학교(神奈川県立保健福祉大学校, Kanagawa University of Human Services)는 일본 가나가와현에 소재한 일본의 공립 대학이다.